# 安井由香子
安井 由香子（やすい ゆかこ、1999年1月8日 - ）は、日本の元女子バレーボール選手である。

## 来歴
兵庫県明石市出身。実姉の影響で小学1年次からバレーボールを始める。
高校は地元の日ノ本学園高等学校に進学し、手堅い守備でチームを支え、同校初となる全国高等学校総合体育大会出場及び第68回全日本高等学校選手権大会出場を果たした。
2016年7月にタイのナコンラチャシマで開催された第18回アジアジュニア選手権の全日本メンバーに選出され、大会準優勝に貢献し自らもベストリベロ賞に輝いた。
同年11月15日、V・プレミアリーグのトヨタ車体クインシーズへの入団内定が発表され、即日Vリーグに選手登録された。日ノ本学園高校からV・プレミアリーグ入りするのは安井が初となる。2017年1月29日に行われたレギュラーラウンド最終戦（JT戦）に途中出場して、プレミアデビューを果たした。
2022年1月31日、持病の治療のためしばらくの間休養すると発表された。そして、2021-22シーズン終了をもってトヨタ車体を退団した。

## 球歴
- 2016年 - 全日本ジュニア

## 受賞歴
- 2016年 - 第18回アジアジュニア選手権 ベストリベロ

## 個人成績
Vプレミアリーグレギュラーラウンドにおける個人成績は下記の通り。
| シーズン | 所属       | 出場 | 出場   | アタック | アタック | アタック | アタック | ブロック | ブロック | サーブ | サーブ | サーブ | サーブ | レセプション | レセプション | 総得点 | 備考     |
| -------- | ---------- | ---- | ------ | -------- | -------- | -------- | -------- | -------- | -------- | ------ | ------ | ------ | ------ | ------------ | ------------ | ------ | -------- |
| シーズン | 所属       | 試合 | セット | 打数     | 得点     | 決定率   | 効果率   | 決定     | /set     | 打数   | エース | 得点率 | 効果率 | 受数         | 成功率       | 総得点 | 備考     |
| 2016/17  | トヨタ車体 | 6    | 1      | 0        | 0        | 0.0%     | %        | 0        | 0.00     | 0      | 0      | %      | 0.0%   | 1            | 100%         | 0      | 内定選手 |
| 2017/18  | トヨタ車体 | 14   | 15     | 0        | 0        | 0.0%     | %        | 0        | 0.00     | 16     | 0      | %      | -1.6%  | 9            | 55.6%        | 0      |          |

## 所属チーム
- 明石市立魚住小学校
- 明石市立魚住中学校
- 日ノ本学園高等学校（2014-2017年）
- トヨタ車体クインシーズ（2017-2022年）